# Washingborough
Washingborough is een civil parish in het bestuurlijke gebied North Kesteven, in het Engelse graafschap Lincolnshire met 3482 inwoners.